# 大鱗新棘鮋
大鱗新棘鮋（学名：Neomerinthe megalepis），又名石狗公、石頭魚，为輻鰭魚綱鮋形目鮋亞目鮋科新棘鮋屬下的一个种，為熱帶海水魚，分布於西太平洋印尼海域，棲息深度68公尺，體長可達9.4公分，棲息在底層水域，生活習性不明。